# Bruch (Lot-et-Garonne)
Bruch (okzitanisch: Brulh) ist eine Gemeinde mit 692 Einwohnern (Stand: 1. Januar 2022) in Frankreich im Département Lot-et-Garonne in der Region Nouvelle-Aquitaine. Die Gemeinde gehört zum Arrondissement Nérac und zum Kanton Lavardac. Die Einwohner werden Bruchois genannt.

## Geografie
Bruch liegt etwa 18 Kilometer westlich von Agen. Umgeben wird Bruch von den Nachbargemeinden Saint-Laurent im Norden, Montesquieu im Osten, Espiens im Süden und Südwesten sowie Feugarolles im Westen.
Durch die Gemeinde führt die Autoroute A62.

## Bevölkerungsentwicklung
| Jahr                       | 1962 | 1968 | 1975 | 1982 | 1990 | 1999 | 2006 | 2017 |
| Einwohner                  | 720  | 710  | 749  | 700  | 703  | 721  | 749  | 748  |
| Quellen: Cassini und INSEE |      |      |      |      |      |      |      |      |

## Sehenswürdigkeiten
- Kirche Saint-Amand, seit 2005 Monument historique
- Türme Enceinte de Bruch, jeweils Monument historique seit 1906
- Café und Restaurant La Paix, Wandmalereien sind Monument historique
- Halle

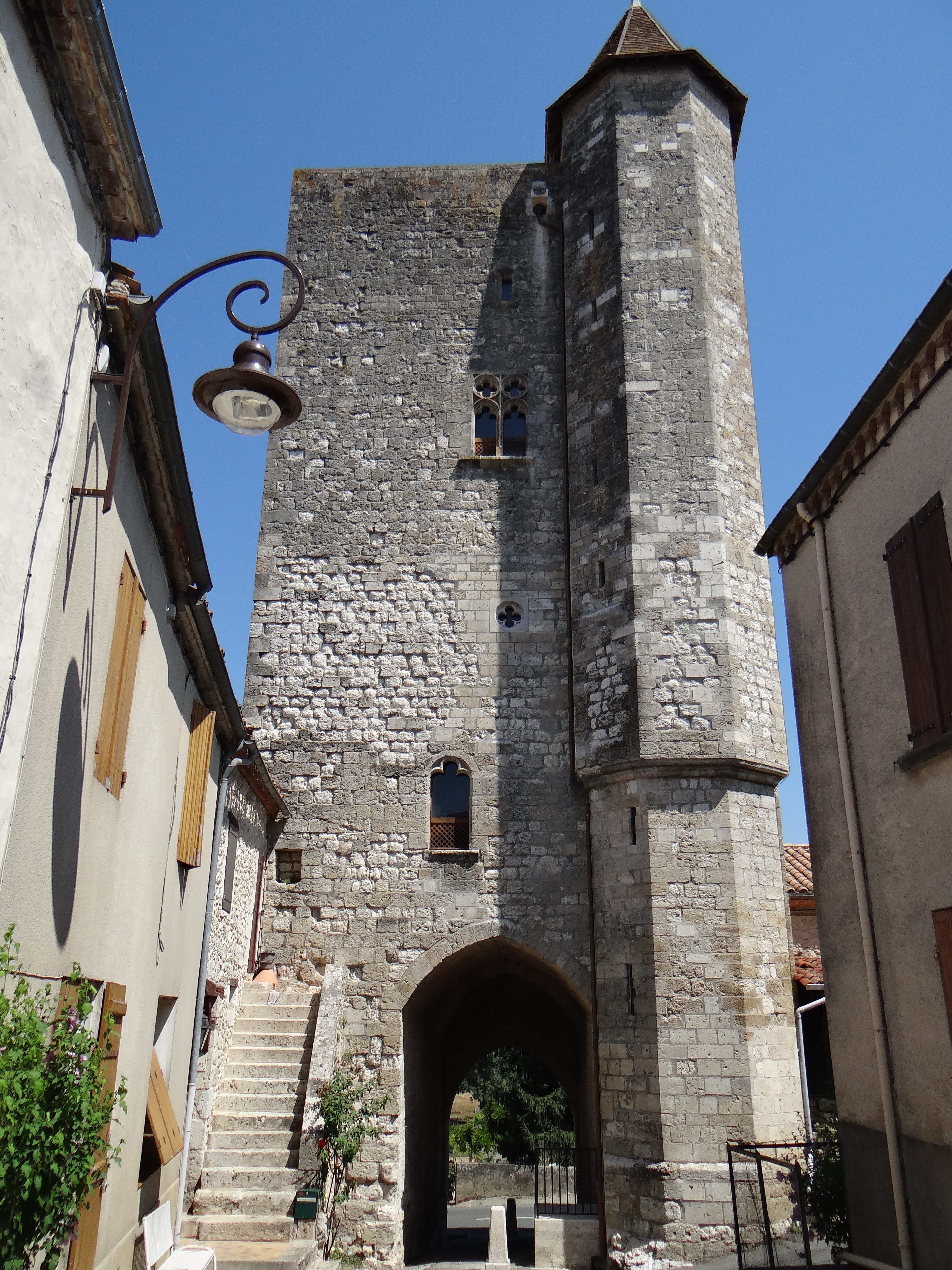
Osttor
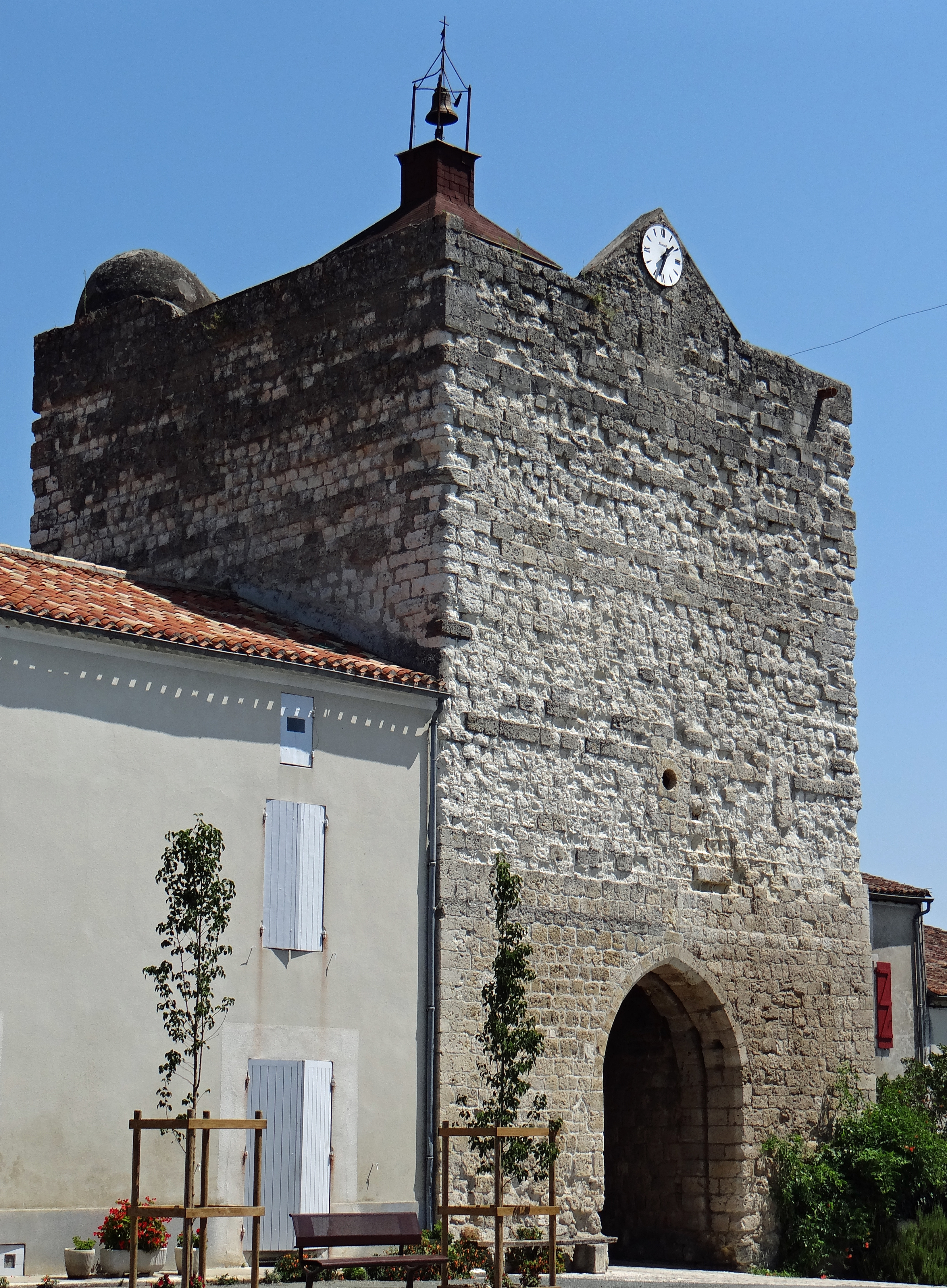
Westtor
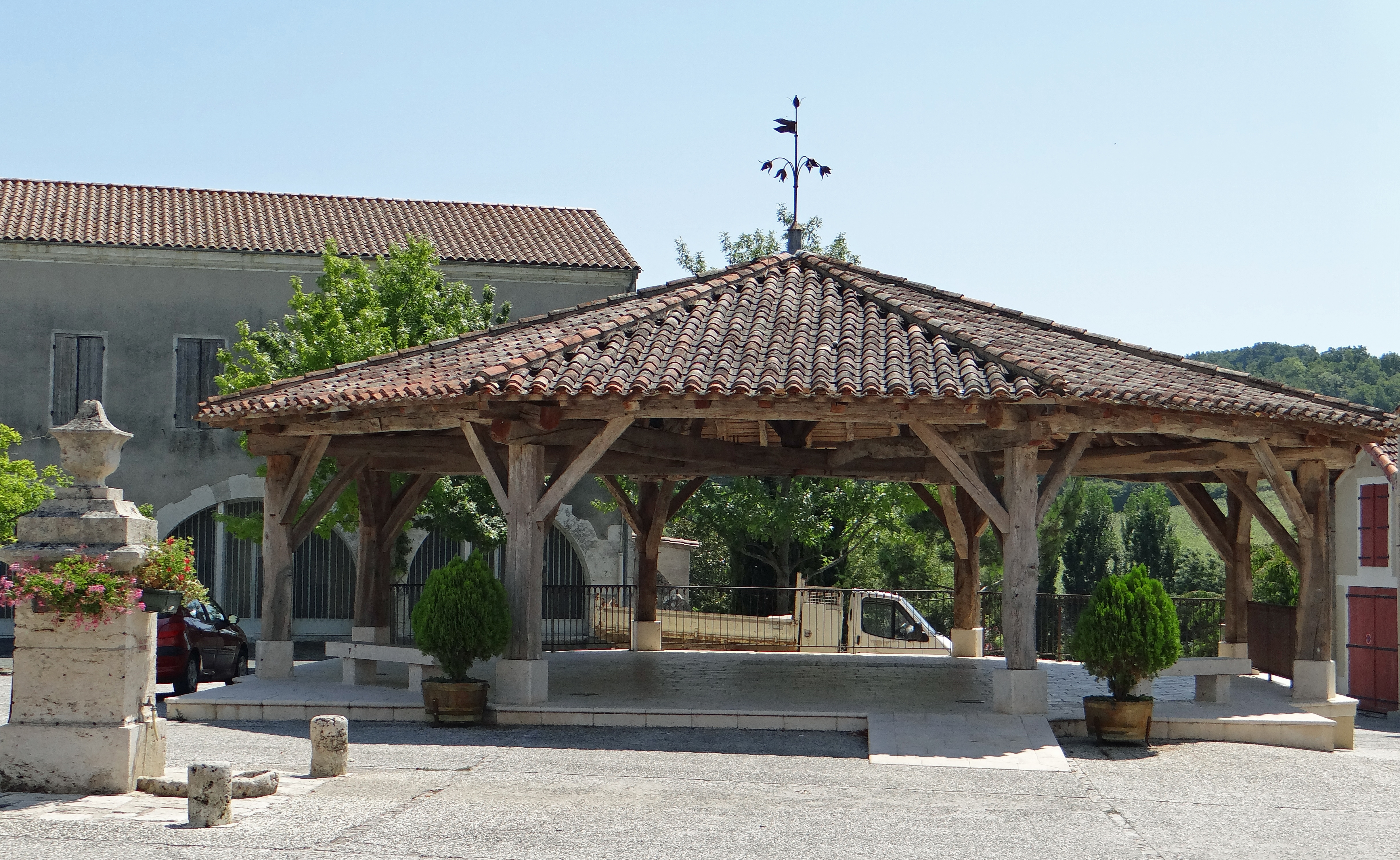
Halle